# Wapen van 's-Gravendeel

Het wapen van 's-Gravendeel

Het wapen van 's-Gravendeel werd van 24 juli 1816 tot 1 januari 2007 officieel door de gemeente 's-Gravendeel officieel als het gemeentelijke wapen gebruikt. In 2007 is de gemeente gefuseerd met de gemeente Binnenmaas. Sinds de opheffing van die gemeente op 1 januari 2019 valt 's-Gravendeel onder de gemeente Hoeksche Waard.

## Geschiedenis
Volgens de  burgemeester die het wapen aanvroeg zou het sinds 1600 in gebruik zijn, dat is tien jaar na de stichting van het dorp 's-Gravendeel. De herkomst van het wapen is niet bekend, pogingen om de herkomst te achterhalen zijn in 1957 en 1989 beide keren op niets uitgedraaid.
Na het opheffen van de gemeente 's-Gravendeel werd er voor de gemeente Binnenmaas een nieuw wapen samengesteld, dit wapen bevat uit alle fusiegemeenten een element, uit het wapen van 's-Gravendeel zijn de Oranjebomen omgezet naar de groene schildzoom. Hoewel de nieuwe gemeente de schildhouders over mocht nemen is ervoor gekozen om dat niet te doen. Wel nam de gemeente Binnenmaas de kroon van het wapen over.

## Blazoenering
De blazoenering van het wapen luidde als volgt:
Van goud, beladen met een fasce van keel, verzeld van drie Oranje boomen van sijnople, staande twee en chef en een en pointe. Het schild gedekt met eene kroon met drie fleurons, alles van goud en vastgehouden door twee engelen.
Het schild is goudkleurig met daarin een rode dwarsbalk. Boven de dwarsbalk twee Oranjebomen en onder de dwarsbalk nog één in het midden van het schild. Op het schild staat een gouden kroon bestaande uit drie bladeren met daartussen twee parels. Naast het schild staan twee putti die fungeren als schildhouders. Hoewel de blazoenering vermeldt dat het om engelen zou gaan, hebben deze beide geen vleugels. Op de tekening bij de Hoge Raad van Adel draagt de linker (voor de kijker rechts) engel een blauw kleed en de rechter (voor de kijker links) een rood kleed.